# Eubea
Eubèa o Èvia (in greco Εύβοια?, Evvia, in greco antico: Εὔβοια?, Èuboia), chiamata dai veneziani Negroponte, è un'isola (3658 km², 218 032 ab.) della Grecia, situata nel mar Egeo, adiacente a parte della costa sud-orientale della penisola, con capoluogo Calcide, dove l'isola dista dalla terraferma solo 40 m. È per grandezza la seconda isola della Grecia, nonché la sesta del Mar Mediterraneo dopo Sicilia, Sardegna, Cipro, Corsica e Creta.
In prevalenza montuosa, la regione presenta piccole pianure fertili adibite alla coltivazione di olivi, viti, cereali, frutta. Sono presenti cave di marmo cipollino, miniere di lignite e magnesite.
Famosa un tempo per i suoi numerosi buoi (da cui origina il nome), oggi il suo allevamento si concentra quasi esclusivamente sugli ovini.
È collegata con la terraferma da due ponti a Calcide.

## Toponimo
Come varie altre isole greche, in età classica anche l'Eubea aveva vari toponimi, tra cui Μάκρις (Mákris) e Δολίχη (Dolíche), entrambi in riferimento alla sua forma allungata. Il nome di Euboa (Εὔβοια), sia antico sia moderno, fa invece riferimento all'isola come "terra di buoi eccellenti". Nel medioevo, in greco bizantino ci si riferiva ad essa o come Calcide (Χαλκίς, dal suo capoluogo) o come Euripo (Εὔριπος dall'omonimo stretto che la separa dal continente).
Sotto la francocrazia, l'Eubea venne chiamata Negroponte (varianti Egripons, Negripo, Negropont) dai "franchi" latini (inclusi i suoi dominatori veneziani), che dal XIII secolo in poi diffusero il nome nel resto dell'Europa occidentale. Sono state proposte varie etimologie per questo toponimo, ma la più probabile è quella che vi ravvede una corruzione del già citato  Euripo in Evripo, Egripo, Egribos; in seguito i veneziani la chiamarono Egriponte ed infine Negroponte (con probabile riferimento all'antico ponte che collegava la città alla terraferma). Un'altra interpretazione potrebbe essere la seguente: dal latino 'niger', nero e 'pontus', mare, profondità. Ciò in riferimento al mare scuro e profondo che circonda l'isola di Eubea, ricco di correnti marine molto variabili. Infatti lo storico spagnolo del XVI secolo Jerónimo Zurita (1512-1580), riportando cronache medievali, chiama l'Eubea isla de Negroponto.
In epoca ottomana l'isola ricevette il nome Eğriboz o Ağriboz (di nuovo in riferimento allo stretto).

## Storia
In età arcaica, la regione fu abitata da popolazioni ioniche. Calcide ed Eretria furono città molto fiorenti ed ebbero un ruolo fondamentale per la colonizzazione greca dell'Egeo nord-occidentale, della Magna Grecia e della Sicilia.
Le rivendicazioni di entrambe sulla fertile pianura di Lelanto, fecero degenerare i loro rapporti in un lungo conflitto noto con il nome moderno di Guerra lelantina, svoltasi all'incirca nell'VIII secolo a.C.
Nel VI secolo a.C. passò sotto il dominio degli ateniesi. I macedoni ne presero possesso nel 338 a.C., in seguito alla battaglia di Cheronea. Nel II secolo vi si costituì la lega delle città euboiche. Alla divisione dell'Impero romano rientrò nel dominio dei Bizantini per 900 anni, l'Eubea ne condivise le vicende storiche. Nel 1204 in seguito alla conquista latina di Costantinopoli, con il nome di Negroponte, fu data a Venezia (1204). Successivamente venne conquistata dagli Ottomani  nel 1470: Nel 1688 vi fu l'intenzione di Francesco Morosini di riconquistarla, seppur Il Senato gli ordinò di conquistare Atene durante la sesta guerra turco-veneziana.
Nel 1821 l’Eubea prese parte ai moti d’indipendenza della Grecia, ed entrò a far parte del Regno indipendente di Grecia nel 1830.

## Amministrazione
L'Eubea costituiva parte della prefettura omonima facente parte della regione Grecia Centrale, abolita a partire dal 1º gennaio 2011 a seguito dell'entrata in vigore della riforma amministrativa detta piano Kallikratis. Al suo posto è stata costituita l'unità periferica omonima senza mutamenti territoriali.

## Antiche poleis
- Argura
- Atene Diade
- Istiea